# Dryococelus
Dryococelus is een geslacht van Phasmatodea uit de familie Phasmatidae. De wetenschappelijke naam van dit geslacht is voor het eerst geldig gepubliceerd in 1947 door Gurney.

## Soorten
Het geslacht Dryococelus  is monotypisch en omvat slechts de volgende soort:
- Dryococelus australis (Montrouzier, 1855)